# ラウコ
ラウコ（伊: Lauco）は、イタリア共和国フリウリ＝ヴェネツィア・ジュリア州ウーディネ県にある、人口約700人の基礎自治体（コムーネ）。

## 地理

### 位置・広がり

#### 隣接コムーネ
隣接するコムーネは以下の通り。
- オヴァーロ
- ラヴェーオ
- ストリオ
- トルメッツォ
- ヴィッラ・サンティーナ
- ズーリオ

### 気候分類・地震分類
ラウコにおけるイタリアの気候分類 (it) および度日は、zona F, 3692 GGである。
また、イタリアの地震リスク階級 (it) では、zona 2 (sismicità media) に分類される。

## 行政

### 分離集落
ラウコには、以下の分離集落（フラツィオーネ）がある。
- Allegnidis, Avaglio, Buttea, Chiassis, Trava, Vinaio